# Maelgwn ap Rhys
Maelgwn ap Rhys (* um 1170; † 1230) war ein walisischer Lord von Ceredigion aus der Dinefwr-Dynastie. Er war einer der treibenden Figuren im Bruderkrieg um das Erbe seines Vaters Lord Rhys, der zum Ende des Reiches von Deheubarth führte. 
Er war ein Sohn von Lord Rhys und dessen Frau Gwenllian, einer Tochter von Fürst Madog ap Maredudd von Powys. Er wird erstmals 1187 während der Eroberung von Tenby erwähnt. Von kleiner Statur, aufbrausend und aggressiv, bereitete er seinem Vater schon als Jugendlicher großen Ärger. Ende der 1180er Jahre reklamierte er für sich die Herrschaft in Ystrad Tywi, während sein Vater seinen Sohn Gruffydd als Haupterben vorsah. Wegen dieser Zurücksetzung war Maelgwn mit Gruffydd zutiefst verfeindet und musste deshalb 1189 von seinem Vater gefangen genommen werden. Sein Bruder Gruffydd lieferte Maelgwn ohne Wissen ihres Vaters an seinen Schwiegervater, den Marcher Lord William de Braose aus. Maelgwn blieb bis 1192 in Gefangenschaft Braoses, ehe er auf Initiative seines Vaters wieder freigelassen wurde. An der Belagerung von Swansea Castle 1192 nahm Maelgwn teil, doch seine Feindschaft zu Gruffydd soll zum Scheitern der Belagerung beigetragen haben. 
Aus Rache nahm er 1194 gemeinsam mit seinem Bruder Hywel Sais seinen Vater gefangen und hielt ihn in Nevern Castle gefangen. Hywel ließ Lord Rhys jedoch bald wieder frei, so dass Maelgwn flüchten und bis zum Tod seines Vaters 1197 im Exil leben musste. Anschließend kehrte er zurück, um seinen Anteil an dem Erbe einzufordern. Er bekämpfte erbittert seinen Bruder Gruffydd, von dem er durch eine Allianz mit Fürst Gwenwynwyn von Powys und König Johann 1199 Ceredigion erobern konnte. Als Gruffydd im Gegenangriff Ceredigion zurückeroberte, übergab Maelgwn Cardigan Castle, die ehemalige Residenz seines Vaters, an die Engländer, ehe sie von Gruffydd erobert werden konnte. Nach Gruffyds Tod 1201 setzte er den Kampf gegen dessen Söhne Rhys Ieuanc und Owain fort und eroberte 1201 Cilgerran Castle. 1203 konnte er mit Hilfe Gwenwynwyns Ystrad Tywi mit den Burgen von Dinefwr, Llandovery und Llangadock erobern, doch wurde er bereits im folgenden Jahr von seinem Bruder Rhys Gryg und seinen Neffen Rhys und Owain vertrieben. Im gleichen Jahr eroberte William Marshal Cilgerran Castle und seine Ländereien in Dyfed, wodurch seine Herrschaft auf Ceredigion beschränkt wurde.
1207 verlor er einige der nördlichen Commotes von Ceredigion an den Fürsten Llywelyn ab Iorwerth von Gwynedd. Nachdem der englische König mit seiner Hilfe 1211 Llywelyn besiegt hatte, gewann er diese Gebiete zurück. Im 1216 vereinbarten Abkommen von Aberdyfi, mit dem Llywelyn die Bruderkriege von Deheubarth beendete, musste Maelgwn seine Gebiete nördlich des River Aeron wieder an Rhys Ieuanc und Owain ap Gruffydd abtreten und die Oberherrschaft von Llywelyn ab Iorwerth anerkennen.
In den folgenden Jahren blieb er ein treuer Vasall seines Oberherrn. Nach dem Tod seines Neffen Rhys Ieuanc 1222 erhielt er einen kleineren Teil von dessen Ländereien im nördlichen Ceredigion. Er starb gegen Ende des Jahres 1230 in Llannerch Aeron und wurde in der Abtei Strata Florida begraben. Sein Erbe war sein Sohn Maelgwn Fychan.